# 平塚競技場
平塚競技場（ひらつかきょうぎじょう、英: Hiratsuka Stadium）は、神奈川県平塚市の平塚市総合公園内にある陸上競技場兼球技場。平塚市が所有および運営管理をしている。
なお、平塚市に本社を置くレモンガスが命名権を取得しており、2021年2月から「レモンガススタジアム平塚」（レモンガススタジアムひらつか、略称「レモンS」）の呼称を用いている（後述）。

## 施設概要
- 日本陸上競技連盟第2種公認
- トラック：全天候舗装、400m×8レーン
- フィールド：天然芝（ティフトン419＋ペレニアルライグラス）
  - サッカー・ラグビーなどは芝生保護の観点から大会単位（Jリーグ他）で年間40試合程度に使用制限が敷かれている（外部リンク・平塚総合公園の競技場の項目を参照）
- 照明設備：照明塔4基
- スコアボード：電光式（バックスタンド中央部・下に聖火台有り）
  - 最上段はロールテロップ式のフリーボード（1行・2005年よりカラー）。下部は球技用得点掲示板　後述の映像装置設置以後の2010年11月末以後はJリーグなど全国大会規模のものでは使用していない
- 大型映像表示装置：三菱電機オーロラビジョン（アウェイ側ゴール裏スタンド後方=トラックの第1コーナーから第2コーナー付近　2010年11月設置）
- 収容人員：15,690人[1]

### 施設
- 当初はメインスタンドのみ座席、ゴール裏とバックスタンドは芝生席で約1万人収容だったが、湘南ベルマーレがJリーグ昇格を果たした1993年末からの突貫工事で芝生の張替え、メインスタンドの座席改修、バックスタンド（ベンチタイプのイス席）とゴール裏（立見席）の新設によって、18,500人収容に改築された（2014年にJリーグへの公式届出の収容人員は3,400人少ない15,100人に修正、2015年に増築等により15,200人に修正）。
- なお同競技場では、バックスタンドの座席設置・嵩上げ工事が行われた1994年から2016年まで、聖火台・電光掲示板を挟む形で左右に分断される形となっており、バックスタンド全体を自由に行き来することができなかったが、2016年11月から2017年4月にバックスタンド中央の聖火台が置かれていた個所に、新たに座席を増築する工事を実施しており、収容人員はこれによりさらに500人程度増えて、15,690人[1] になり、バックスタンド全体が自由に行き来できるようになった[2]。
- 2018年8月、両ゴール裏の観戦環境を改善する目的で個席観客席を設置することを発表。10月の設置完了後はこれに伴い、収容人数は15,380人となる[3]。このゴール裏（サイドスタンド）は、梓設計とフランスのGL eventsの合弁によるGL社の日本支社により、GL events Stadium Solutionという鉄骨簡易型の常設スタンドが使用されている[4]。
- 改修前の芝生は、『高麗芝』が使われていた。
- 屋根はメインスタンドの中央付近にのみ設置されている。Jリーグクラブライセンス制度においては、全体のキャパシティーの3分の1程度を屋根で覆うように勧告している（B等級）が、現状ではメインスタンドの約900席程度しか敷設されておらず、Jリーグからの是正勧告を受けているが、増設に関しては大規模な改築をする必要があるため、中長期的な計画として検討を重ねるとしている[5]。
- かつてベルマーレに在籍した中田英寿が背番号7をつけていたことにちなみ、平塚競技場の7番ゲートは「7・HIDEゲート」と命名されており、ベルマーレの試合が開催される時にはホームサポーターがこの「7・HIDEゲート」から入場するシステムとなっている[6]。
- 大型映像装置設置以前、サッカーのメンバー表はベンチ裏にアクリル板で表示する方法を取っていた。試合開始前のスタメン発表、および選手交代時はバックスタンド中央の電光板の簡易フリーボードにも選手名を表記したことがある。なお使用されたものは原則として全て保存してあり、その数は約1000枚（板を両面とも使用したため、表示選手数は約2000人分）に及ぶ[7]。

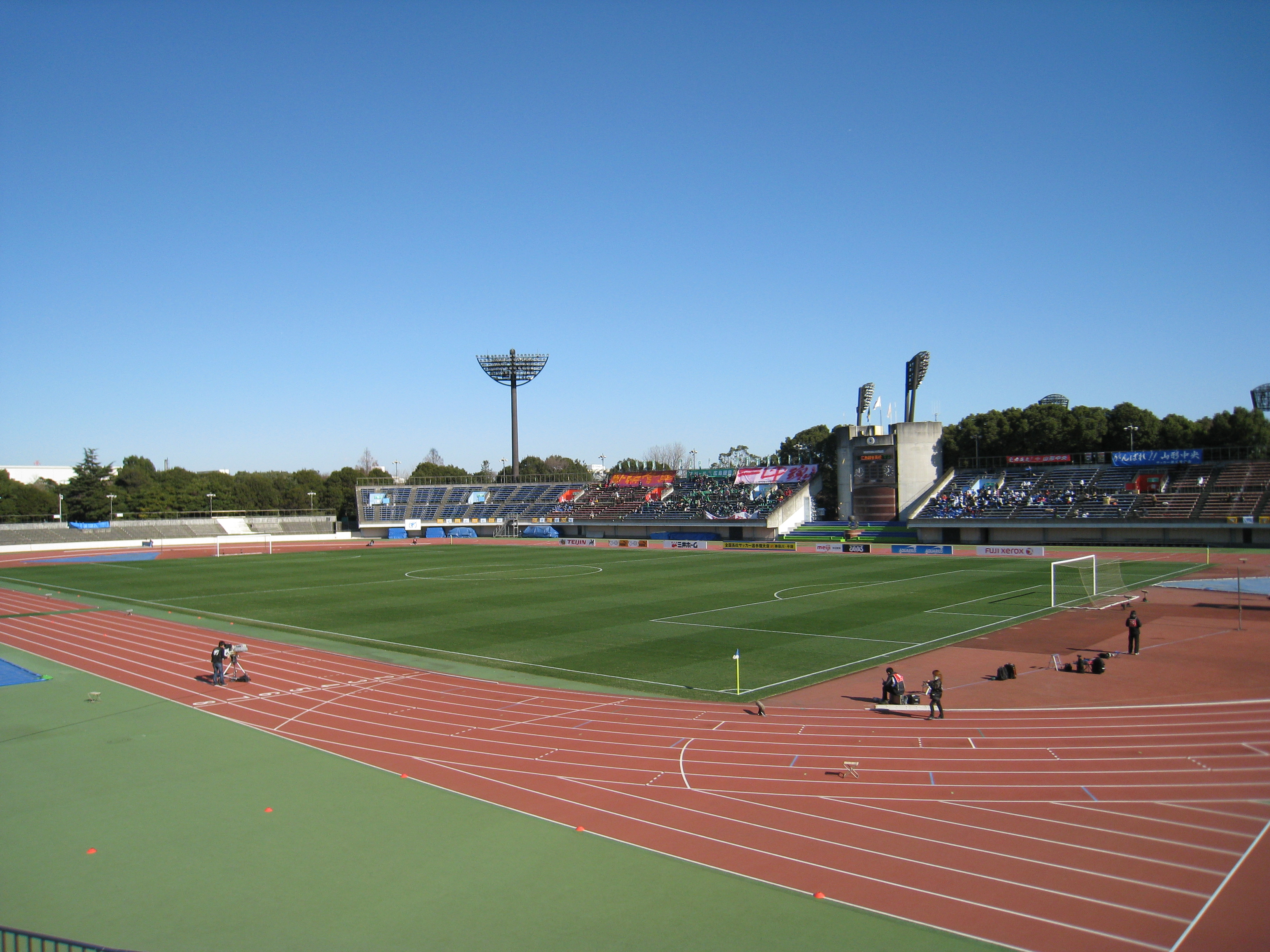
バックスタンド

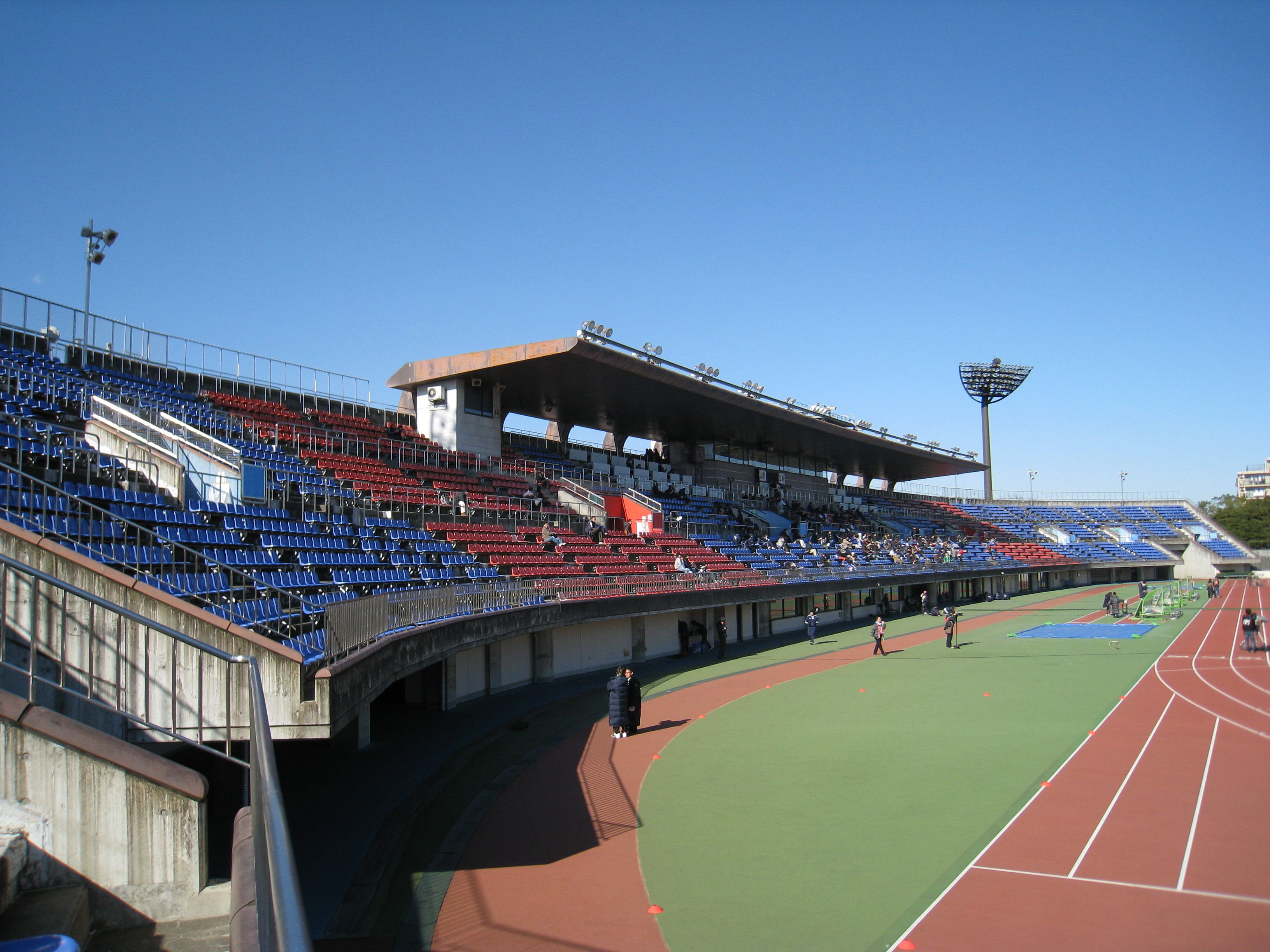
メインスタンド

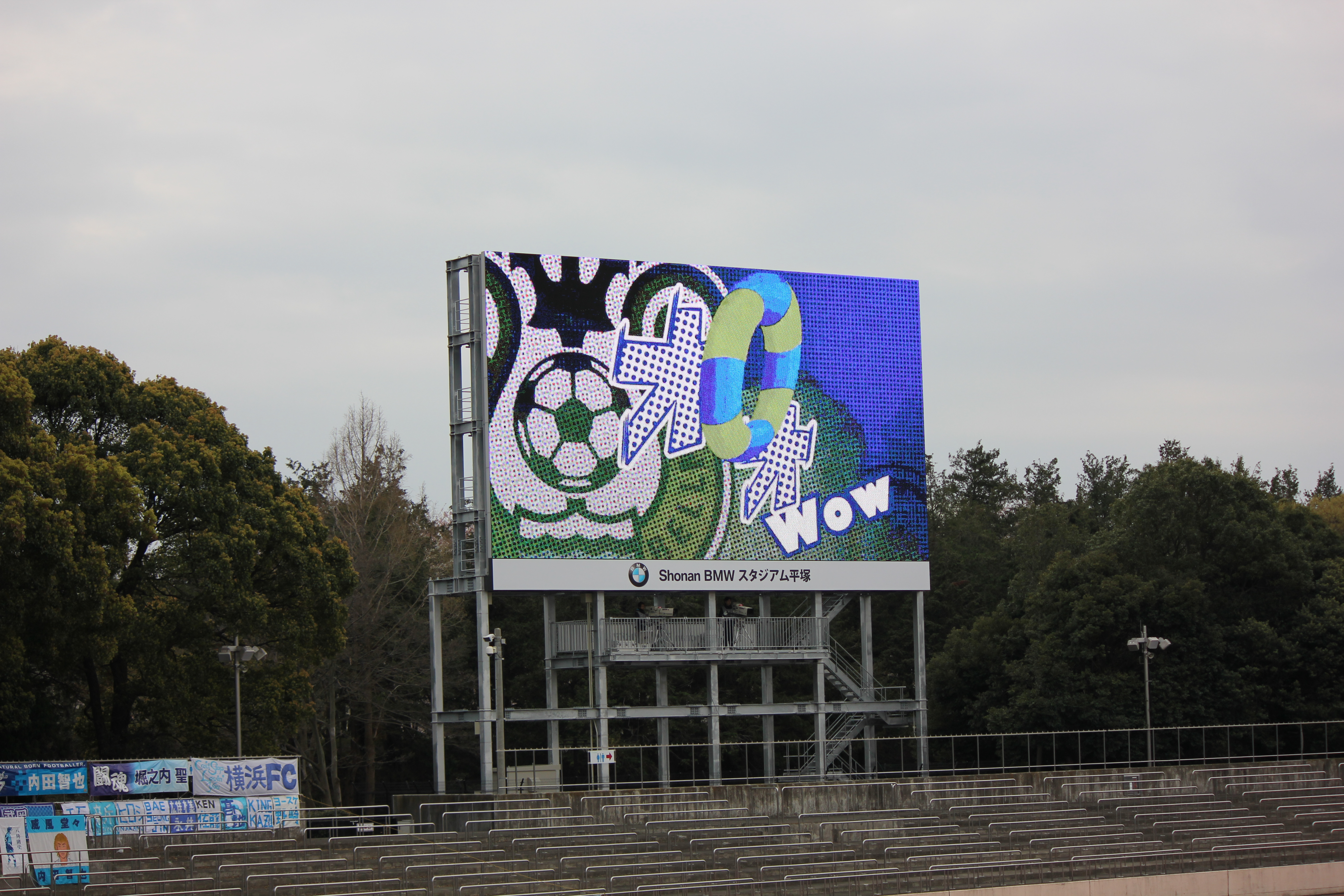
大型映像装置

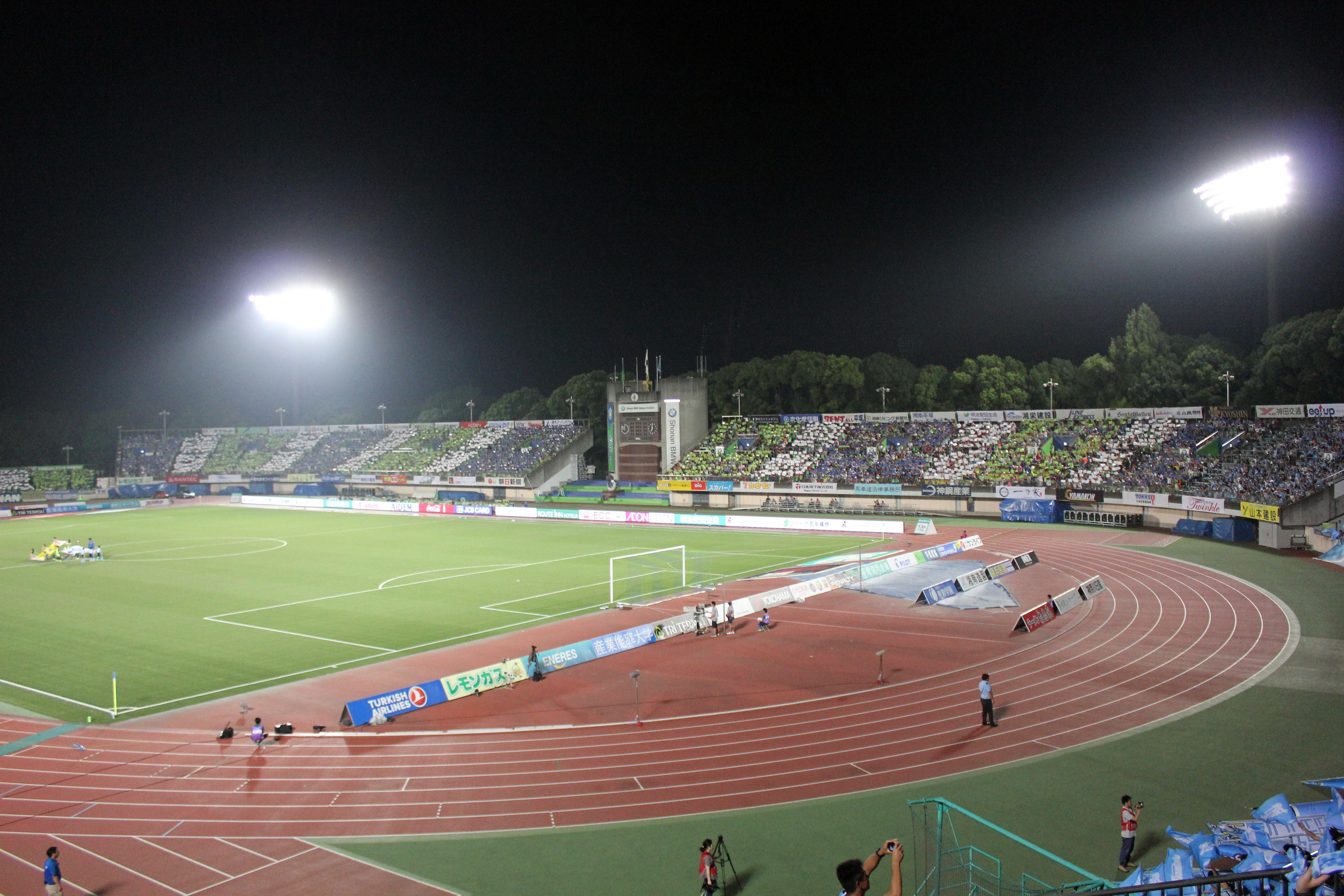
Jリーグのナイター開催時（バックスタンド）

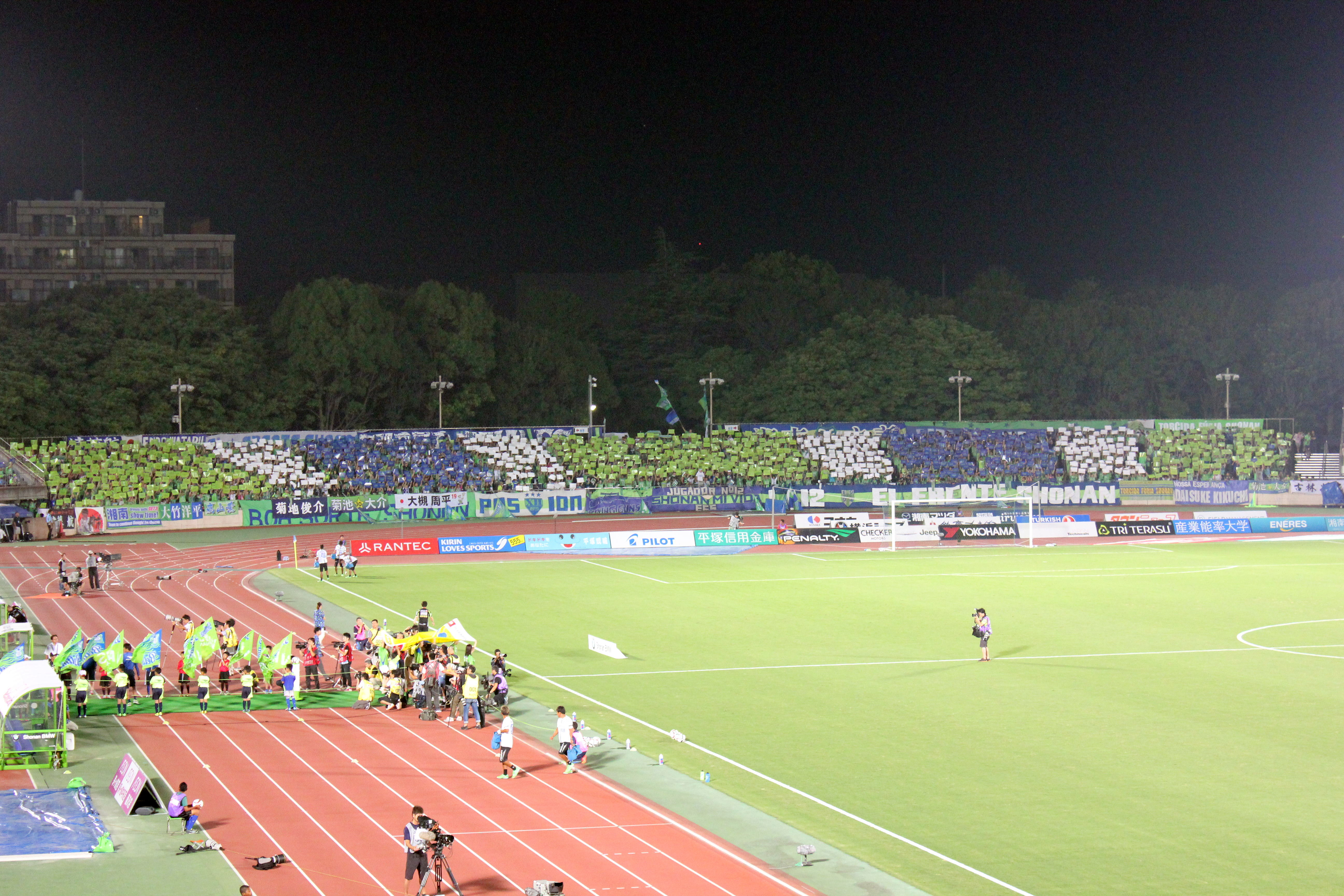
湘南ベルマーレの応援団席。人文字を作る

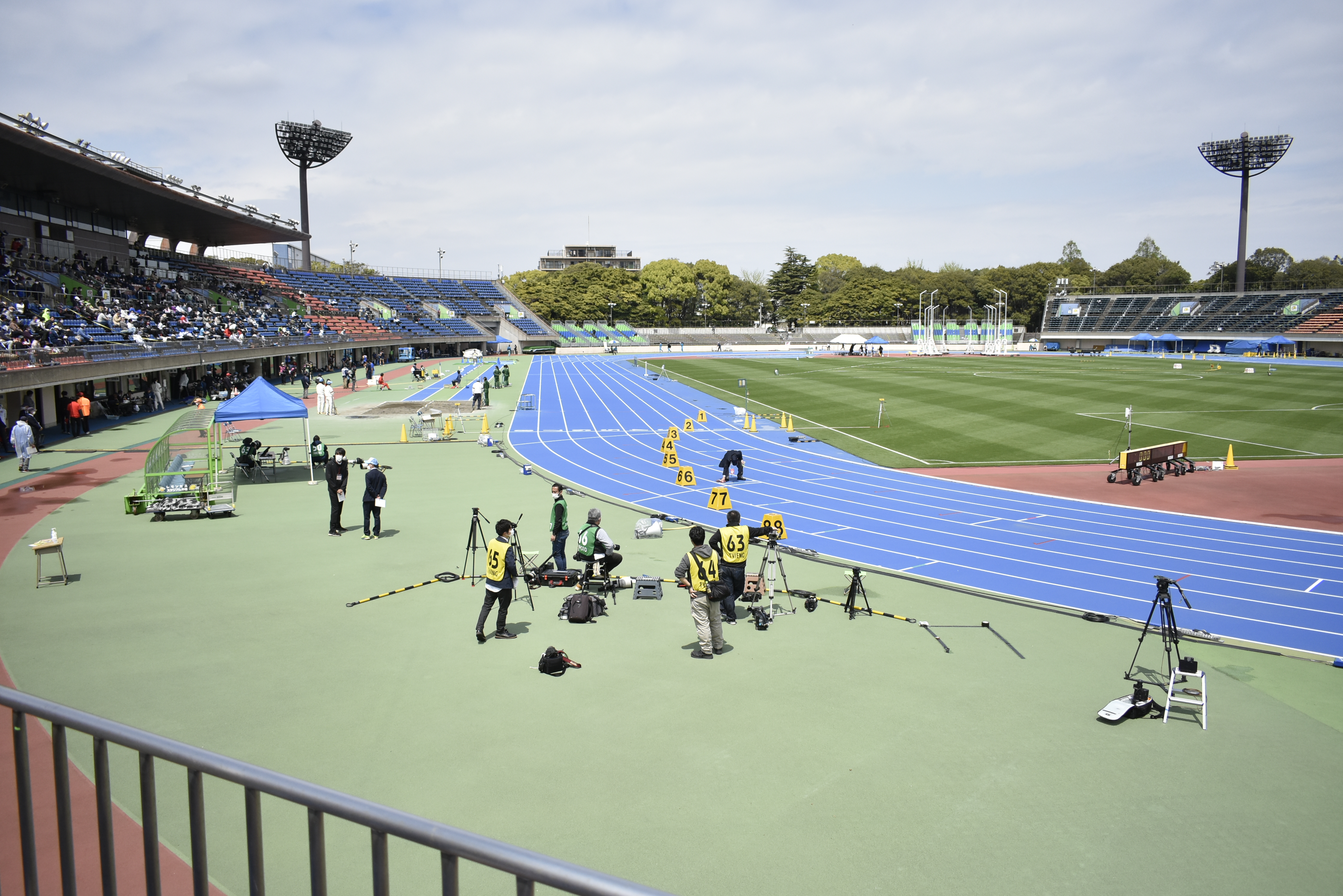
2022 日本学生陸上競技個人選手権大会（4月17日）

### 映像装置
2010年2月、同年秋ごろをめどに業者からのリースという形で大型映像装置を取り付ける方針を正式に決めた。サイズは799インチ（幅17.6m、高さ10m）、アウェーゴール裏立見席付近への設置を予定しており、まず6年間（2015年度まで）のリース契約を結び、それ以後は改めて調整する見込みとしていた。
2010年7月、定例平塚市議会にて映像装置の設置が正式に決定し、リース期間は2010年12月1日から2015年11月30日の5年間（リース契約先・三菱電機クレジット株式会社）で、リース料は毎月445万4596円、5年間総額2億6721万5760円（保守点検含む）だった。
2010年12月、三菱電機製のオーロラビジョンが納入された。ハイビジョン対応の高輝度LED方式で、画面サイズは800型（縦9.84m×横17.76m　174.76m2）である。リース期間終了後、平塚市に無償譲渡という形で寄贈された。

## 施設命名権
2011年8月、平塚市は新たな財源確保のため、3年契約、年間2000万円以上の条件で平塚競技場の施設命名権販売を開始した。公募の結果、ドイツ大手自動車会社であるBMWの日本法人・BMW JAPANの正規ディーラーのモトーレン東洋（東証スタンダード上場企業であるサンオータスの子会社）が応募し、命名権を取得した（2012年3月1日から3年間、年額2,000万1円）。2012年3月1日より、「Shonan BMWスタジアム平塚」（ショウナン ビーエムダブリュースタジアムひらつか、略称：BMWス）の呼称を使用し、以降2015年（4年契約）・2019年（3年契約）に命名権契約を更新した。
しかし、2020年にモトーレン東洋の株式がサンオータスからエー・エル・シーに譲渡されるに当たり、同社から命名権契約を繰り上げて打ち切りたい旨の申し出があったことを踏まえ、同社との命名権契約を2021年1月で解除。平塚市が新たな命名権者を募集したところ3社から応募があり、選考の結果、2020年11月20日に平塚市に本社を置きLPガスなどを扱うレモンガスと契約を締結。契約期間は2021年2月1日から2026年1月31日まで（5年）、契約料は年額2,021万円で、2021年2月より「レモンガススタジアム平塚」（略称：レモンS）の名称を用いる。

## 歴史
- 1987年 - 旧農林水産省果樹試験場跡地に整備された平塚市総合公園の中核施設としてオープン。
- 1992年 - ベルマーレのホームスタジアムとなる。
- 1993年 - ベルマーレに対して、Jリーグ側から昇格に際し、競技場の基準不足が指摘される。昇格見送りの可能性もあったが、秋に平塚市が急遽補正予算を組み、シーズンオフの12月にスタジアム改修工事着工。
- 1994年 - 2月、バックスタンドとゴール裏の立見席が完成。
- 2002年 - 5月20日、サッカーナイジェリア代表が2002 FIFAワールドカップの事前キャンプ地として使用し（31日まで）、横浜F・マリノスとベルマーレを相手に2試合の国際親善試合を実施。
- 2002年 - 11月9日、1995年から1998年までベルマーレで活躍した中田英寿が付けた背番号『7』にちなみ、7ゲート（ホーム側バックスタンド）の入口は『7番 HIDEゲート』と称し、当時身に付けていたデザインのユニフォーム（背中）をモチーフにしたプレートが埋め込まれた。
- 2005年 - 学生の個人日本一を決める全日本学生陸上競技チャンピオンシップが開催される。（2008年からは日本学生陸上競技個人選手権大会となる）
- 2006年 - JリーグからJリーグアウォーズでベストピッチ賞を受賞。（J2クラブのスタジアムとしては初受賞）
- 2010年
  - 2月20日 11年ぶりにJ1に昇格したベルマーレの記念試合「We’re back」として、ベルマーレOB×中田英寿が率いるTAKE ACTION F.C.が対戦。
  - 11月20日 J1第31節に行われたベルマーレ対名古屋グランパス戦で名古屋がJリーグ初優勝を決める。
  - 11月28日 バックスタンド裏に大型映像表示装置を設置し、この日より稼動を開始（詳細は先述）。
- 2012年 - 施設命名権の導入により、横浜市港北区に本社を置く自動車ディーラー「モトーレン東洋」（サンオータスグループ）が命名権を取得しShonan BMW スタジアム平塚へ改称。
- 2014年 - 公式収容人数を18,500人から15,100人に変更。
- 2015年 - 公式収容人数を15,100人から15,200人に変更。
- 2017年 - 公式収容人数を15,200人から15,650人に変更。
- 2021年 - 施設命名権の契約更新に伴いレモンガススタジアム平塚へ改称。契約期間は2021年2月から5年間。

## アクセス

### 鉄道
- JR東海道本線・平塚駅より徒歩25分[18]

### バス
- JR東海道本線・平塚駅北口から神奈中バス（4番乗り場）で「総合公園」下車、徒歩3分[19][20]
- 小田急小田原線・伊勢原駅南口から神奈中バス（1、2番乗り場）「平塚駅」行で「共済病院前・総合公園西」下車、徒歩5分[19][21]

### 自動車
- 東名高速道路・厚木インターチェンジより25分[22]

### その他
- ベルマーレはホームゲーム開催時に平塚駅および伊勢原駅から有料シャトルバスを運行している。

## その他
- 実業団・学生対抗陸上競技大会（オールスターナイト陸上）や全日本中学校通信陸上競技神奈川県大会といった陸上競技の公認大会も多く行われている。また試合のない日には陸上トラックが平塚市民に開放されている。
- 2017年6月10日に開催された日本学生陸上競技個人選手権大会男子100mでは、多田修平（関西学院大学）が準決勝で追い風参考記録ながら9秒94（追い風4.5m）をマークし、日本国内の公式競技会に於いて日本選手として初となる9秒台を計時した[23]。
- サッカーにおいては、ベルマーレのホームゲーム以外にもWEリーグの日テレ・ベレーザの主催試合や関東大学サッカーリーグの試合などもそれぞれ年に2-3試合程度行われている。
- 1994年のJリーグ1stステージ・横浜ダービー（横浜マリノス×横浜フリューゲルス）の横浜Mの主催試合が当競技場で開催された。これは本来の本拠地である三ツ沢公園球技場が芝生張替え工事を行っていたためで、ベルマーレの許諾を得て特例で開催された。
- コンサドーレ札幌も1996年にホームゲームを開催した（ヴァンフォーレ甲府戦）。なお、前身母体東芝サッカー部はこの前年まで神奈川県川崎市が本拠地であった。
- 福島ユナイテッドFCが、2013年の日本フットボールリーグにて当競技場でホームゲームを1試合開催した。これは、東日本大震災による福島県から県外への避難者を招待して試合を見てもらうこと、また福島県のPRを県外で行うという目的や、福島Uと湘南が業務提携を結んでいることなどから実施されることとなった[24]。なお2015年のJ3リーグでも福島の主催試合を1試合開催する（6月21日・第17節・町田戦）が、これはベルマーレの主催試合（1stステージ第16節・新潟戦）の翌日に開催され、Jリーグ初の同一会場2日間連続開催として、業務提携をしている湘南・福島両クラブによる共同企画「2daysだJ!」が行われている[25]。2016年のJ3リーグも1試合開催され、以降も年に1試合行われている。
- またY.S.C.C.横浜も2012年のJFL、2014・2015年のJ3リーグで1試合ずつ主催試合を行っている。

## エリア放送
総務省のホワイトスペース特区の先行モデルに選定され、
湘南ベルマーレが実験試験局による実証実験を実施。
エリア放送の制度化後は神奈川県初の地上一般放送局の免許を取得し、「ベルセグ」という愛称
でワンセグ放送をしていたが、2014年（平成26年）3月に廃止した。
場内に地上一般放送局1局を設置していた。
| 免許人                 | 局名                         | 呼出符号     | 物理チャンネル | 周波数         | 空中線電力 | ERP     |
| ---------------------- | ---------------------------- | ------------ | -------------- | -------------- | ---------- | ------- |
| 株式会社湘南ベルマーレ | 湘南ベルマーレ平塚エリア放送 | JOXZ3AK-AREA | 42ch           | 647.142857 MHz | 760μW      | 2.14 mW |

42chは、2011年（平成23年）7月24日までテレビ神奈川（tvk）の横浜送信所で使われていたチャンネルだった。